# Pierre-Emerick Aubameyang
Pierre-Emerick Emiliano François Aubameyang, född 18 juni 1989 i Laval i Frankrike, är en gabonesisk fotbollsspelare som spelar som anfallare för saudiska Al-Qadsiah. Han representerar även Gabons landslag.

## Klubbkarriär
Aubameyang kom till AC Milans ungdomslag i januari 2007. I augusti 2007 var han med i laget som kom fyra i Champions Youth Cup 2007 som hölls i Malaysia. Han fick priset Roberto Bettega Trophy då han blev den bästa målskytten i hela turneringen med sina sju mål på sex matcher.
Inför säsongen 2008/2009 lånade Milan ut honom ut till franska Dijon, för att ge honom A-lagserfarenhet. Utlånen till franska Ligue 1-klubbar fortsatte med Lille (2009/2010) , Monaco (2010/2011) och Saint-Étienne (2011/2012) innan de sistnämnda köpte loss honom och fick se honom göra 29 mål på 54 matcher. 

### Dortmund
Åren 2013–2018 spelade Aubameyang för tyska Borussia Dortmund. Redan i debuten mot FC Augsburg gjorde han sitt första hattrick. I november 2013 kom hans första mål i Uefa Champions League, i en gruppspelsmatch mot Napoli, och säsongen resulterade i 13 mål i Bundesliga och 16 mål totalt. Säsongen 2014/2015 ökade målskörden till 25 (på 46 matcher). Aubameyang inledde säsongen 2015/2016 med att göra mål i de åtta första matcherna, vilket var tyskt rekord, och nådde totalt 35 mål, varav 25 i Bundesliga, vilket gav en andraplats i skytteligan efter Bayern Münchens Robert Lewandowski. Seger i skytteligan blev det istället säsongen 2016/2017, då han gjorde 31 mål. Med ytterligare 13 mål under hösten 2017 nådde Aubameyang totalt 98 mål på sina 144 matcher för Borussia Dortmund.

### Arsenal
I januari 2018 värvades Aubameyang till engelska Arsenal för 63,75 miljoner euro, i en byteskarusell som även involverade Olivier Giroud (som gick från Arsenal till Chelsea) och Michy Batshuayi som under våren 2018 lånades ut från Chelsea till Borussia Dortmund.
På sina 14 inledande matcher i Arsenal-tröjan våren 2018 nätade Aubameyang 10 gånger, och säsongen 2018/2019 började i samma stil. Under de första 14 matcherna gjorde han tio raka mål på tio skott (vilket inte hänt i Premier League sedan 2007) och nådde samtidigt en "minuter per mål"-kvot på 103, vilket är rekord för Premier League.
Säsongen 2018/2019 gjorde han 22 mål i Premier League, och delade segern i skytteligan med Liverpools Mohamed Salah och Sadio Mané, som alla belönades med guldskon, Premier League Golden Boot.
22 mål blev det även säsongen därpå, 2019/2020, vilket räckte till en delad andraplats (med Southamptons Danny Ings) efter Leicester Citys Jamie Vardy på 23 mål. I FA-cupen gjorde Aubameyang två mål både i semifinalen mot Manchester City och i finalen mot Chelsea, där hans 2–1-mål gjorde Arsenal till mästare.
Den 15 september 2020 förlängde Aubameyang sitt kontrakt i Arsenal med tre år. Efter en trög inledning på säsongen 2020/2021 gjorde Aubameyang två mål i segern mot Newcastle United den 18 januari 2021, men tvingades avstå följande matcher då hans mor insjuknat. Den 14 februari var han tillbaka och gjorde sitt första hattrick i Premier League, när Leeds United besegrades med 4–2 hemma på Emirates Stadium. Målen innebar också att han gjort fler än 200 mål i Europas fem bästa ligor. Den 25 februari gjorde han två av Arsenals mål i 3–2-segern mot Benfica i Uefa Europa League. Den 14 mars lämnades Aubameyang utanför startelvan i Norra London-derbyt mot Tottenham Hotspur, enligt tränaren av disciplinära skäl. Den 16 mars var han inte ens med i truppen inför ligamatchen mot Southampton. I december 2021 fråntogs han rollen som lagkapten.
Den 1 februari 2022 meddelade Arsenal att man hade kommit överens med Aubameyang om att bryta kontraktet.

### Barcelona
Dagen efter att han lämnat Arsenal, den 2 februari 2022, skrev Aubameyang på ett kontrakt för spanska klubben Barcelona. Den 20 februari, i sin fjärde match för Barcelona, gjorde han hattrick i bortamatchen mot Valencia.

### Chelsea
Den 1 september 2022 värvades Aubameyang av Chelsea, där han skrev på ett tvåårskontrakt.

### Marseille
Den 21 juli 2023 värvades Aubameyang av Marseille, där han skrev på ett treårskontrakt.

## Landslagskarriär
Aubameyang gjorde sin landslagsdebut för Frankrikes U21-landslag i februari 2009 mot Tunisiens U23-landslag. Han gjorde sin A-landslagsdebut för Gabons A-landslag den 25 mars 2009. Han gjorde sitt första landslagsmål i en 2–1-vinst mot Marocko.
För sina insatser under Afrikanska mästerskapet i fotboll 2015 utsågs han till Årets fotbollsspelare i Afrika.
I maj 2022 valde Aubameyang att avsluta landslagskarriären.